# Toyota Land Cruiser J40
Toyota J40 ist eine Modellbezeichnung für den Toyota Land Cruiser der Serie 40, die von Toyota in Japan von 1960 bis 1984 hergestellt wurde. Die meisten Land Cruiser der Serie 40 wurden als Zweitürer gebaut und waren als Konkurrenzmodell zum Jeep CJ und Wrangler positioniert. Die benzinbetriebenen Reihensechszylinder tragen die Bezeichnung FJ4#, die dieselbetriebenen Reihenvierzylinder die Bezeichnung BJ4# und die dieselbetriebenen Reihensechszylinder die Bezeichnung HJ4#.
Dieses Modell gab es auch als BJ/FJ40 / BJ41 / BJ/FJ42 (kurzer Radstand), BJ43 / BJ44 / BJ46 (mittlerer Radstand) und BJ/FJ/HJ45 / HJ47 (langer Radstand). Alle 3 Radstände gab es als Hard- und Softtopmodell. Für die Langversionen ergänzte ein Pickupmodell die Verkaufspalette.
Die Angaben in diesem Artikel beziehen sich auf die gesamte #J40-Serie; wenn sie sich nur auf die benzingetriebenen Ausführungen FJ40 und FJ42 mit Hinterradantrieb oder die dieselgetriebenen Ausführungen BJ4# / HJ4# beziehen, ist dies gesondert angegeben.

## Geschichte

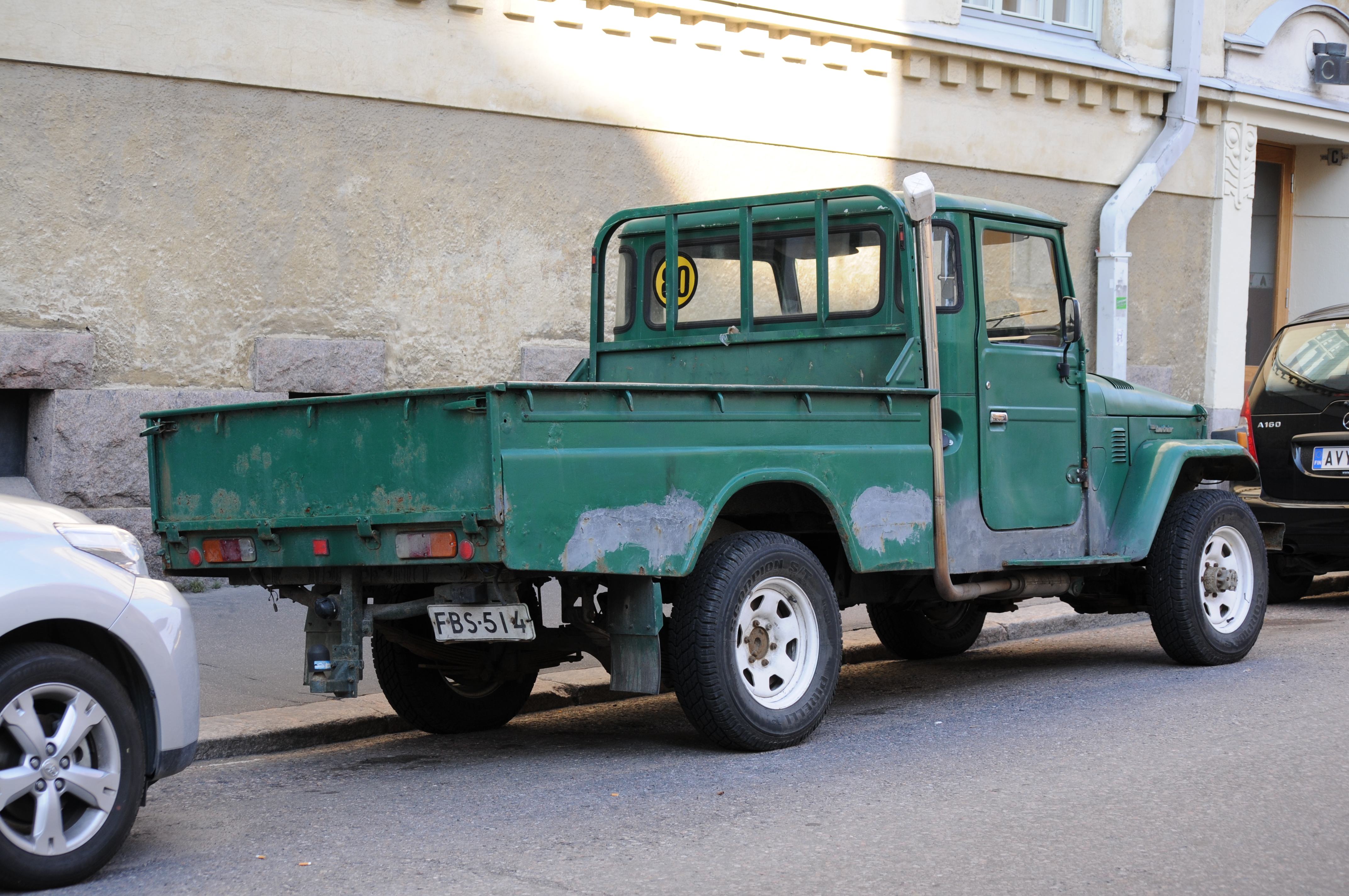
Toyota Land Cruiser J40 Pickup

Die Geschichte der Toyota-J-Serie vom Modell BJ (1951) bis zur J20-Serie ist im Artikel Toyota Land Cruiser (1950–1955) bereits dargestellt. Ab 1960 setzte sie sich, wie folgt, fort:
- 1960 wurde die J40-Serie mit den Radständen 2285 mm, 2430 mm und 2650 mm produziert.
- ca. 1965 gab es einen noch längeren Radstand (2950 mm); der FJ45-B, die Pickup-Modelle und die Ausführungen mit Fahrgestell und Führerhaus wurden vorgestellt.
- 1967 wurde der viertürige FJ45V (I) mit 2650 mm Radstand durch den Kombi FJ55 ersetzt. Der Zweitürer hieß nun FJ45 (II) und hatte einen Radstand von 2950 mm.
- 1973 erschien der HJ45 als erstes „H“-Modell mit 3,6 l-R6-Dieselmotor.
- 1974 erschienen die Modelle BJ40 und BJ43 als erste „B“-Modelle. Sie hatten 3,0 l-R4-Dieselmotoren.
- 1976 bekamen die ersten Modelle Scheibenbremsen an der Vorderachse, die letzten (z. B. BJ45) erst 1983.
- 1979 wurde die Servolenkung bei den „F“-Modellen und die Klimaanlage bei allen Modellen als Option vorgestellt. Die Getriebeübersetzungen wurden autobahnfreundlicher gestaltet.
- 1980 kam der HJ47 mit 4,0 l-R6-Dieselmotor heraus. Das Modell HJ45 wurde eingestellt. Die Modelle BJ42 / BJ45 / BJ46 wurden mit 3,4 l-R4-Dieselmotoren vorgestellt.
- 1981 gab es auch für die BJ-Modelle auf Wunsch Servolenkung.
- 1984 wurden die #J40-Modelle durch die #J70-Modelle ersetzt.
- 2001 wurde die Produktion des Bandeirante eingestellt.

## Modelle

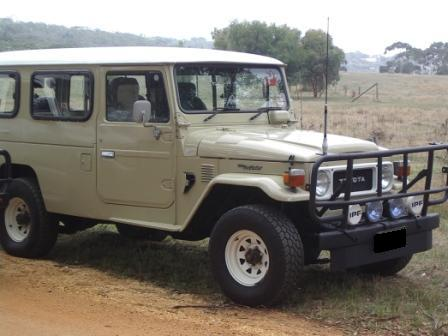
Toyota Land Cruiser Truppentransporter (1981)

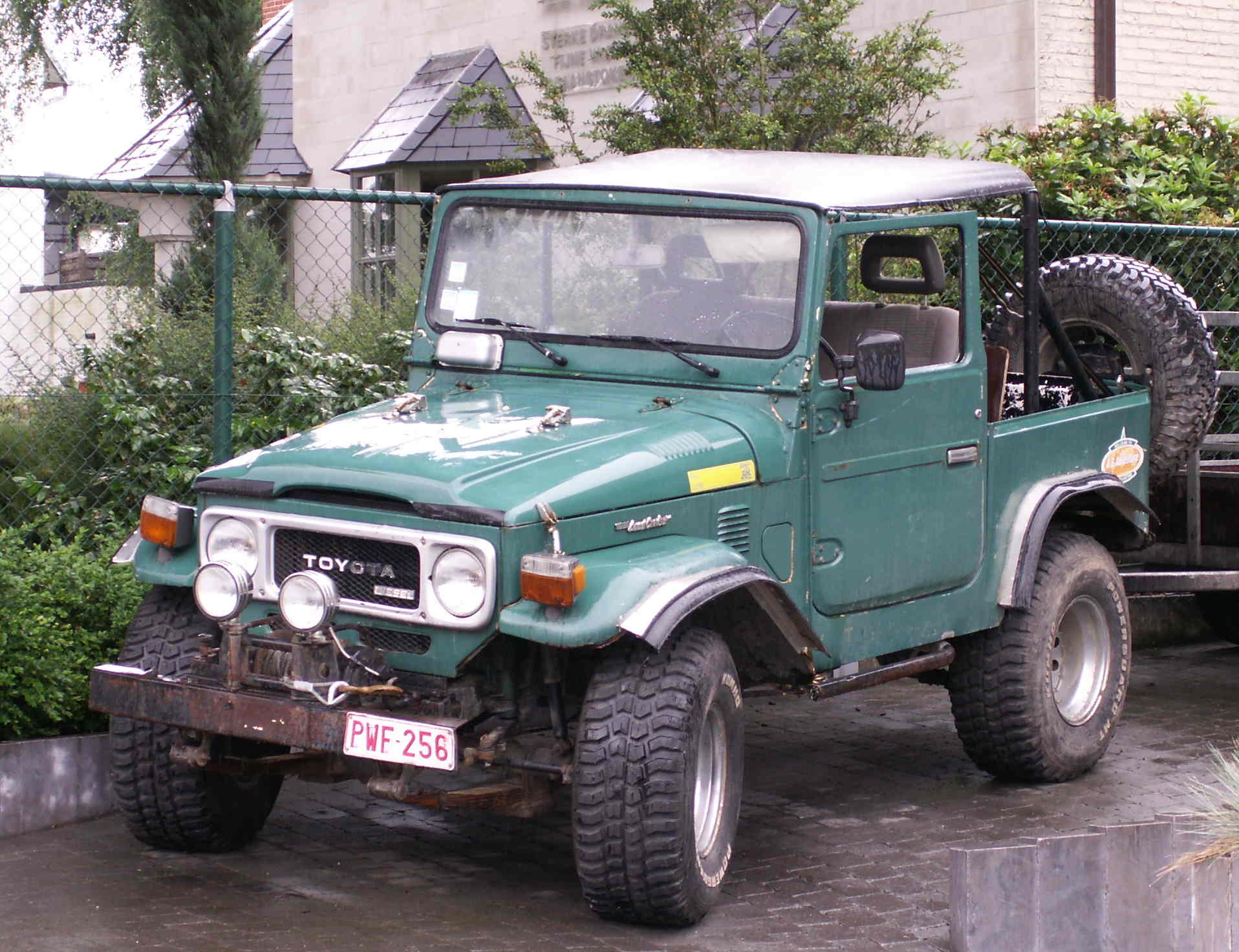
Toyota BJ42V: Das Hardtop des Land Cruiser wandelte sich in ein “Bikini-Top”

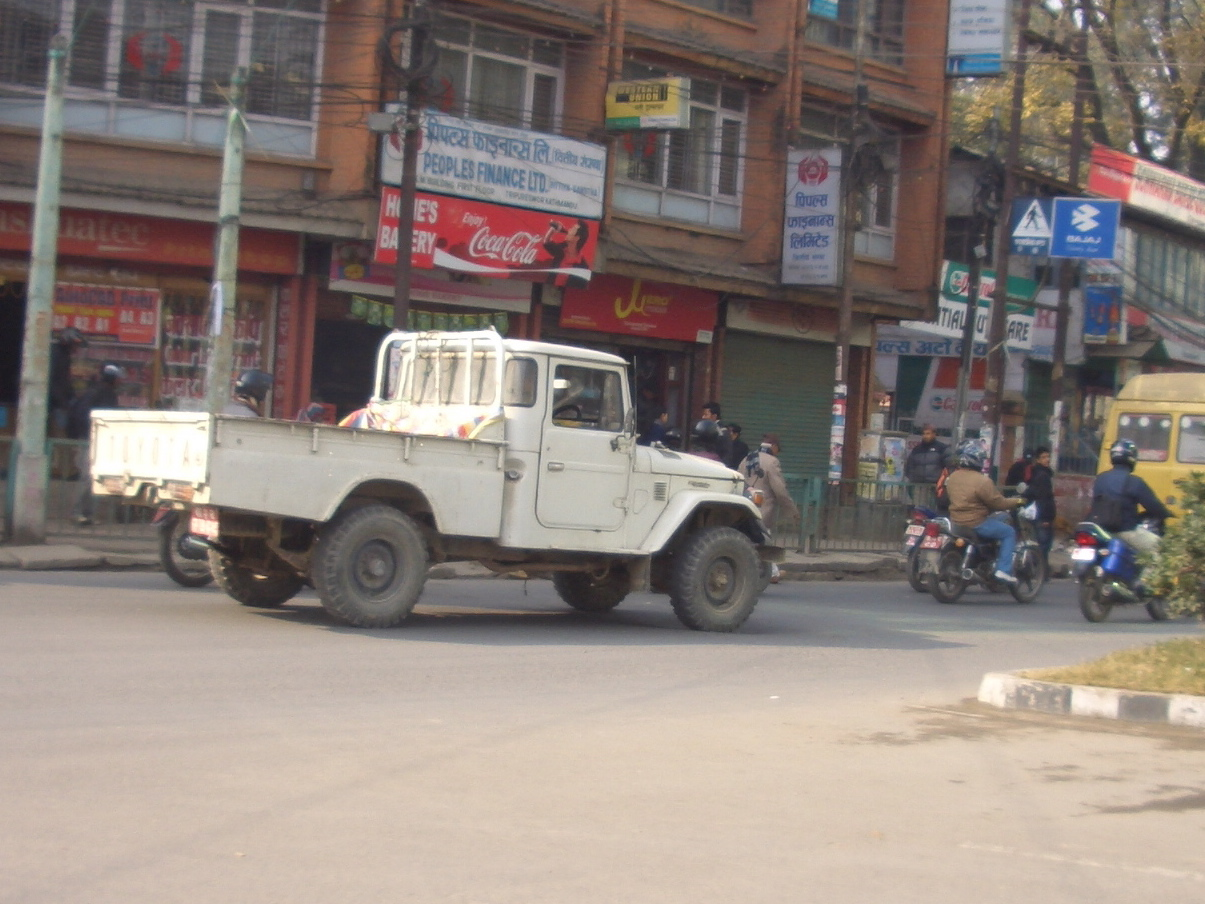
Toyota J45/47 Pickup

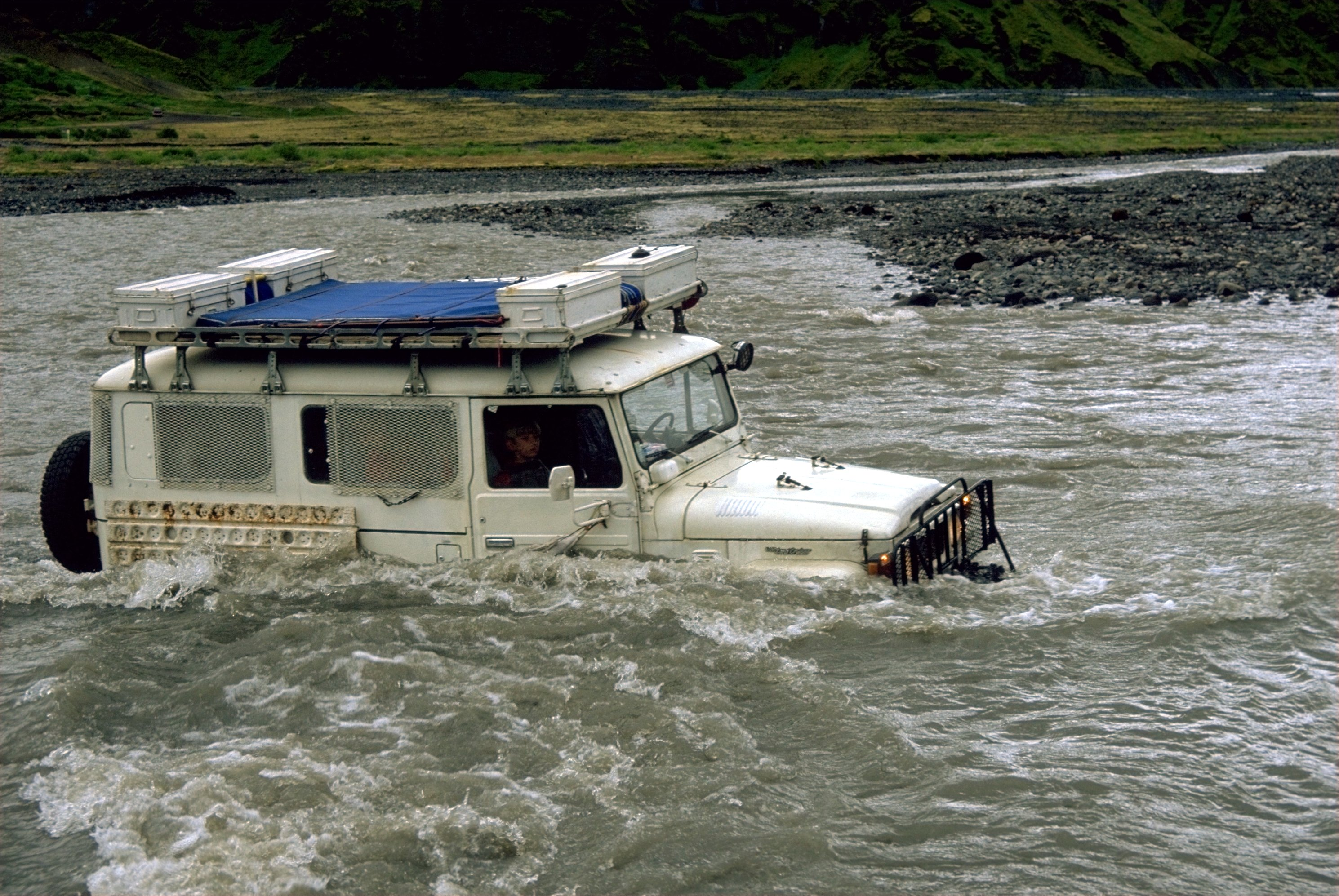
Ein 45LV (II) in Aktion.

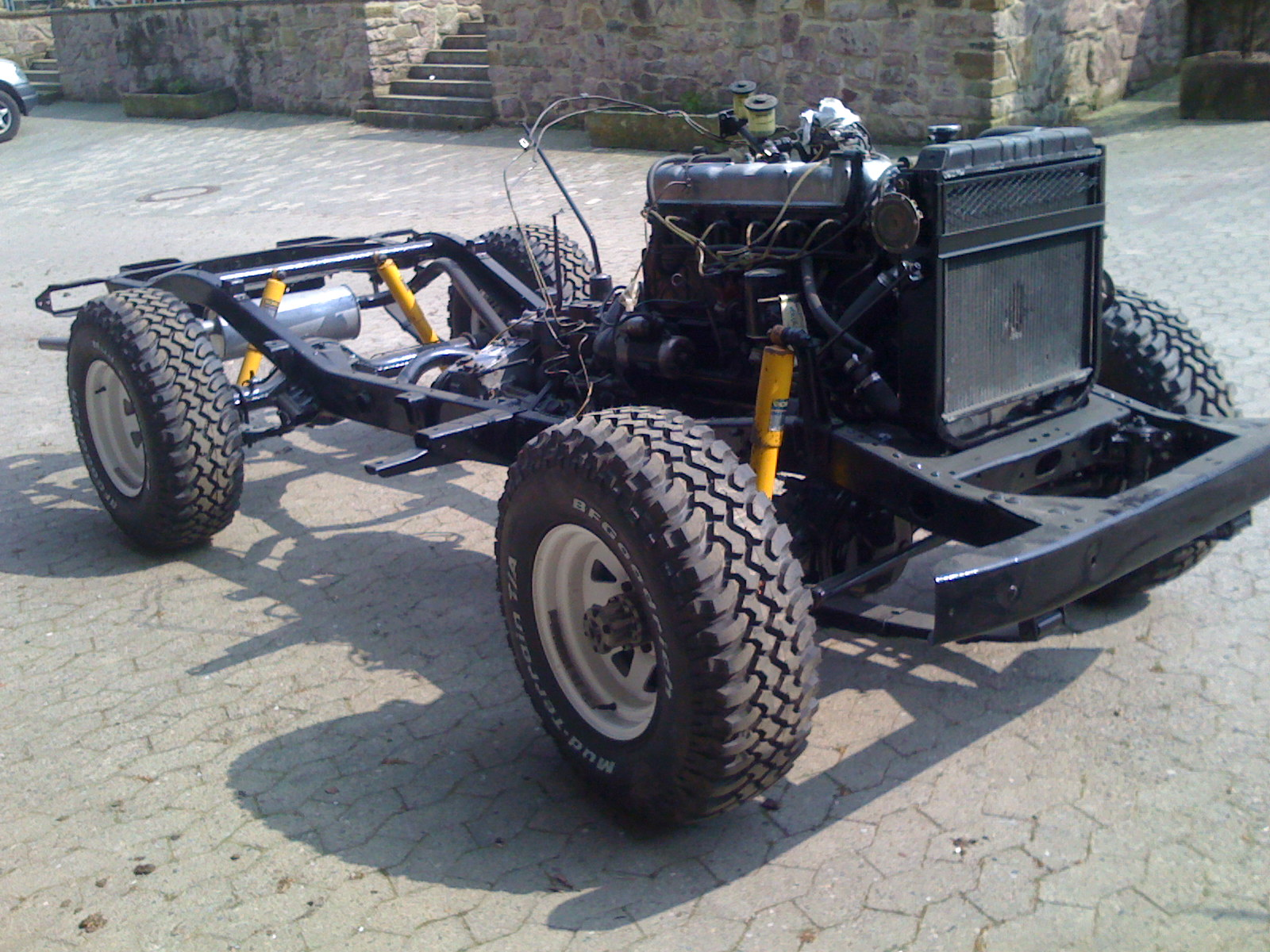
Fahrwerk mit 2F-Motor eines '78 FJ40

- Der #J40 / 41 / 42 war ein zweitüriges Fahrzeug mit Allradantrieb und kurzem Radstand mit Hardtop oder Faltdach (V). Es gab ihn mit verschiedenen Benzin- und (ab 1974) Dieselmotoren. Auf den meisten Märkten ersetzte ihn 1984 die #J70-Reihe (#J71 / 72).
  - Der FJ42 war ein Modell mit Hinterradantrieb, das nur für den nahen Osten gedacht war.
- Der #J43 / J44 / 46 war ein extrem seltenes zweitüriges Fahrzeug mit Allradantrieb, ebenfalls mit Hardtop oder Faltdach (V). 1984 wurde es ebenfalls auf den meisten Märkten durch die #J70-Reihe ersetzt (#J73 / 74).
- Der #J45 / 47 besaß einen langen Radstand und Allradantrieb. Es gab ihn als Hardtop oder Faltdach mit zwei Türen, als viertürigen Kombi und als zweitürigen Pickup. Der 4-türige Kombi FJ45V-I war das kurzlebigste Modell der J40-Serie, da er bereits 1967 vom FJ55 G/V ersetzt wurde.
- Der Bandeirante (OJ50 / 55 / 55 B / 55 2B, BJ50 / 55 / 55 B / 55 2B) war eine Version der J40-Serie, die in Brasilien von Toyota do Brasil Ltda in den Jahren 1959–2001 entstand. Sie entsprach dem BJ40 in fast jeder Hinsicht, besaß aber einige stilistische Änderungen am Kühlergrill und war mit einem Dieselmotor von Mercedes-Benz ausgestattet. Später wurde dieser Motor vom Toyota-14B-Direkteinspritzer, einem Vierzylinder-Reihenmotor, ersetzt.

## Motoren
In den langen Produktionsjahren dieser Modellreihe veränderte Toyota die Motoren der J40-Serie. Die B-Serie besaß Vierzylinder-Diesel, die H-Serie Sechszylinder-Diesel. Die Ausführungen mit Dieselmotor gab es nie für Privatkunden in den USA, wurden aber zum Teil dort im Bergbau eingesetzt. Meistens ähneln sich die Motoren innerhalb einer Serie. So haben z. B. F und 2F viele Gleichteile, bei H und 2H ist dies aber wieder ganz anders. In einer Serie gab es verschiedene Motoren, z. B. den F125 und den F155, beide in der F-Serie aber mit verschiedenen Leistungen.
Nachfolgend eine Liste einiger verwendeter Motoren (die Leistungs- und Drehmomentdaten können je nach Auslieferungsland voneinander abweichen):
| Motor | Hubraum (l) | Leistung (bhp / kW)   | Drehmoment (Nm) | Baujahre  |
| ----- | ----------- | --------------------- | --------------- | --------- |
| F     | 3,8         | 105 / 77 und 125 / 92 | 256 und 283     | 1960–1975 |
| 2F    | 4,2         | 135 / 99              | 284             | 1975–1984 |

| Motor | Hubraum (l) | Leistung (bhp / kW) | Drehmoment (Nm) | Baujahre      |
| ----- | ----------- | ------------------- | --------------- | ------------- |
| B     | 3,0         | 76 / 56             | 191             | 1974–1979     |
| 2B    | 3,2         | 93 / 68             | 216             | 1979–1981     |
| 3B    | 3,4         | 90 / 66             | 216             | 1979–1984     |
| H     | 3,6         | 95 / 70             | 216             | 1972–1980     |
| 2H    | 4,0         | 105 / 77            | 240             | 1980–1984     |
| OM314 | 3,8         | 85 / 62,5           | 319             | (Bandeirante) |
| OM364 | 4,0         | 90 / 66             | 319             | (Bandeirante) |

## Ausstattung
- Bei allen Fahrzeugen der J40-Serie können Dach und Türen abgenommen werden. Die Windschutzscheibe ist umklappbar.
- Die J40-Serie besitzt klappbare Notsitze, die am Überrollbügel hinter den Vordersitzen befestigt sind. So können wahlweise je nach Radstand ein, zwei oder bis zu 10 weitere Mitfahrer oder mehr Gepäck befördert werden, letzteres im Gegensatz zu den Klappsitzen im Jeep CJ.
- Seilwinden wurden als Option ab Werk eingebaut und direkt über das Verteilergetriebe angetrieben (P.T.O. (Power Take Off)). Spätere Modelle besaßen wahlweise eine elektrisch angetriebene Seilwinde.
- Heute schätzt man die J40-Serie wegen ihrer Kompatibilität mit den Produkten von General Motors. So passen die Sechslochfelgen von GM und die Chevrolet-Small-Block-V8-Motoren wie der 307 in3 (5,0 l), der 327 in3 (5,4 l) und der 350 in3 (5,7 l) sind einsetzbar. Dies ermöglicht Tausch und Verbesserung der Motoren, was besonders interessant ist, da Originalmotoren der J40-Serie langsam rar werden.

## Gegenwart und Zukunft
Es gibt eine große Zahl von Eigentümern, die ihren Toyota J40 im Gelände fahren. Toyota kann immer noch Ersatzteile liefern, und dies weltweit. Viele dieser Fahrzeuge sind in Dritte-Welt-Ländern im täglichen Arbeitseinsatz. Ihr Geist lebt in der J70-Serie weiter, die im Wesentlichen eine J40-Serie mit einer modernisierten Front und etwas anderen Motoren, wie z. B. den Turbodieseln, darstellt. Diese neue Serie wird in vielen Ländern, aber nicht in den USA, verkauft. 

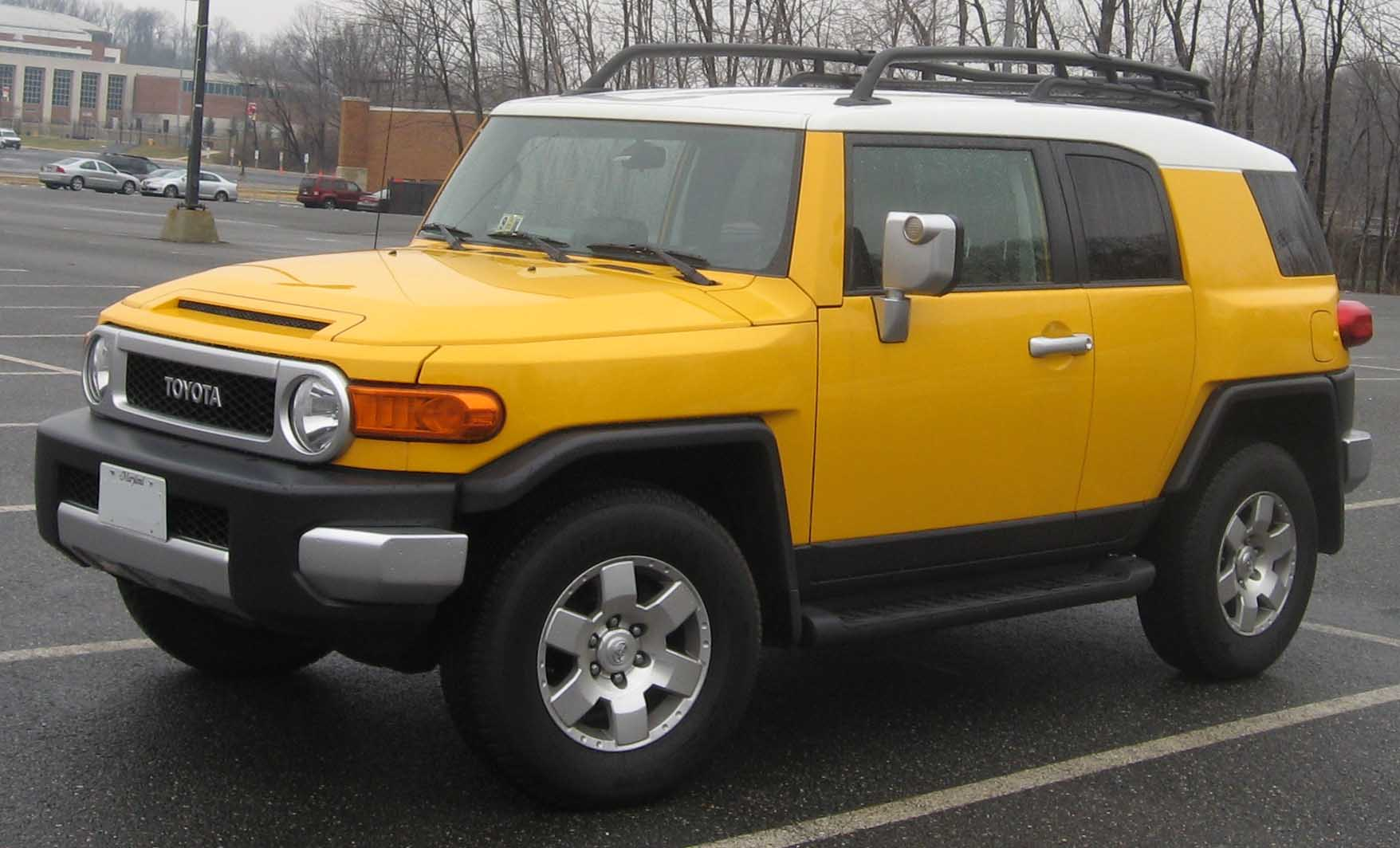
Toyota FJ Cruiser

Toyota stellte im Jahr 2005 mit dem FJ Cruiser ein modernes SUV vor, das in Erinnerung an den alten FJ40 entworfen wurde. Seit Frühjahr 2006 wird dieses Fahrzeug angeboten.